# Heinz-Elmar Tenorth
Heinz-Elmar Tenorth (* 13. Oktober 1944 in Essen) ist ein deutscher Pädagoge und Professor i. R. für Historische Erziehungswissenschaft am Institut für Erziehungswissenschaften der Humboldt-Universität zu Berlin.
Nach dem Abitur am Städtischen Jungengymnasium in Bottrop studierte er Germanistik, Geschichte und Sozialkunde, Philosophie und Pädagogik an den Universitäten Bochum und Würzburg. 1975 promovierte er im Fach Pädagogik an der Julius-Maximilians-Universität Würzburg. Danach war er Professor für Wissenschaftstheorie und Methodologie der Erziehungswissenschaft an der Johann Wolfgang Goethe-Universität Frankfurt am Main und seit 1991 war er Professor für Historische Erziehungswissenschaft an der Humboldt-Universität. Von 2000 bis 2005 war er Vizepräsident für Lehre und Studium an der Humboldt-Universität. Seit April 2011 ist Tenorth im Ruhestand. Sein Lehrstuhlnachfolger ist Marcelo Caruso.
Sein Schwerpunkt ist die Historische Bildungsforschung, bes. Theorie und Geschichte pädagogischen Wissens, Universitätsgeschichte.
1995 war er Mitglied der Expertenkommissionen der Kultusministerkonferenz zur Neuregelung der Gymnasialen Oberstufe sowie zur Lehre. Zwischen 2000 und 2003 Mitarbeit bei Evaluationen der Erziehungswissenschaft und Bildungsforschung in Niedersachsen, Baden-Württemberg und Bayern sowie bei der Evaluation von Hochschulen und Studiengängen in Ausschüssen des Wissenschaftsrates und von KMK und BMBF, 2006–2012 Mitglied der Wissenschaftlichen Kommission Niedersachsen (WKN), 2004–2014 Mitglied im Vorstand des Instituts zur Qualitätsentwicklung im Bildungswesen (IQB) der Länder und der Humboldt-Universität zu Berlin, 2006–2008 Mitglied des wissenschaftlichen Beirats der Steuerungsgruppe von BMBF und KMK gem. § 91 b (2) GG zur Feststellung der Leistungsfähigkeit des Bildungswesens im internationalen Vergleich.
Tenorth ist außerdem Herausgeber der sechsbändigen Geschichte der Humboldt-Universität, die 2010–2012 anlässlich ihres 200-jährigen Jubiläums im Akademie-Verlag erschienen ist.
2011 erhielt er die Ehrendoktorwürde der Ruhr-Universität Bochum; 2014 wurde er Ehrendoktor und Ehrenprofessor der Eötvös-Loránd-Universität in Budapest.
Tenorth ist korrespondierendes Mitglied der Österreichischen Akademie der Wissenschaften und Mitglied der Leopoldina zu Halle, Nationale Akademie der Wissenschaften. Für 2016 wurde ihm der Ernst-Christian-Trapp-Preis zugesprochen. In jungen Jahren war er SPD-Mitglied.

## Schriften (Auswahl)
- Hochschulzugang und gymnasiale Oberstufe in der Bildungspolitik von 1945–1973. Zur Genese und pädagogischen Kritik der „Gymnasialen Oberstufe in der Sekundarstufe II.“ Klinkhardt, Bad Heilbrunn 1975, ISBN 3-7815-0273-2 (Zugleich: Würzburg, Universität, Dissertation, 1975).
- Geschichte der Erziehung. Einführung in die Grundzüge ihrer neuzeitlichen Entwicklung. Juventa, Weinheim u. a. 1988, ISBN 3-7799-0343-1 (mehrere Auflagen).
- als Herausgeber mit Dieter Langewiesche: 1918–1945. Die Weimarer Republik und die nationalsozialistische Diktatur (= Handbuch der deutschen Bildungsgeschichte. Band 5). Beck, München 1989, ISBN 3-406-32466-5.
- mit Günther Böhme: Einführung in die Historische Pädagogik. Wissenschaftliche Buchgesellschaft, Darmstadt 1990, ISBN 3-534-07065-8.
- „Alle alles zu lehren“. Möglichkeiten und Perspektiven allgemeiner Bildung (= WB-Forum. Band 82). Wissenschaftliche Buchgesellschaft, Darmstadt 1994, ISBN 3-534-80150-4.
- mit Sonja Kudella und Andreas Paetz: Politisierung im Schulalltag der DDR. Durchsetzung und Scheitern einer Erziehungsambition (= Bibliothek für Bildungsforschung. Band 2). Deutscher Studien-Verlag, Weinheim 1996, ISBN 3-89271-648-X.
- Rezeption und Transformation in der Deutschen Pädagogik. Über Offenheit und Geschlossenheit einer pädagogischen Kultur. In: Elmar Lechner (Hrsg.): Pädagogische Grenzgänger in Europa (= Bildungsgeschichte und europäische Identität. Band 2). Lang, Frankfurt am Main u. a. 1997, ISBN 3-631-30798-5, S. 209–230.
- mit Jürgen Diederich: Theorie der Schule. Ein Studienbuch zu Geschichte, Funktionen und Gestaltung. Cornelsen Scriptor, Berlin 1997, ISBN 3-589-21076-1.
- Hrsg.: Kerncurriculum Oberstufe. Expertisen. 2 Bände. Beltz, Weinheim u. a. 2001–2004;
  - Band 1: Mathematik – Deutsch – Englisch. 2001, ISBN 3-407-25239-0;
  - Band 2: Biologie, Chemie, Physik, Geschichte, Politik. 2004, ISBN 3-407-25350-8.
- mit Marcelo Caruso: „Internationalisierung“ vs. „Globalisierung“. Ein Versuch der Historisierung. Zur Einführung in den Band. In: Marcelo Caruso und Heinz-Elmar Tenorth (Hrsg.): Internationalisierung. Semantik und Bildungssystem in vergleichender Perspektive. = Internationalisation. Comparing Educational Systems and Semantics. Lang, Frankfurt am Main u. a. 2002, ISBN 3-631-38661-3, S. 13–32.
- Klassiker in der Pädagogik. Gestalt und Funktion einer unentbehrlichen Gattung. In: Heinz-Elmar Tenorth (Hrsg.): Klassiker der Pädagogik. Band 1: Von Erasmus bis Helene Lange (= Beck'sche Reihe. Band 1521). Beck, München 2003, ISBN 3-406-49440-4, S. 9–20.
- Erziehungswissenschaft. In: Dietrich Benner, Jürgen Oelkers (Hrsg.): Historisches Wörterbuch der Pädagogik. Beltz, Weinheim u. a. 2004, ISBN 3-407-83153-6, S. 341–382.
- Wolfgang Brezinka: Wissenschaftliche Pädagogik im Spiegel ihrer ungelösten Probleme (= Retrospektiven in Sachen Bildung. Reihe 2: Studien. Nr. 46). Universität Klagenfurt – Abteilung für Historische und Systematische Pädagogik, Klagenfurt 2004.
- Hrsg. mit Lutz Raphael: Ideen als gesellschaftliche Gestaltungskraft im Europa der Neuzeit. Beiträge für eine erneuerte Geistesgeschichte (= Ordnungssysteme. Band 20), Oldenbourg, München 2006.
- Hrsg.: Geschichte der Universität Unter den Linden. 1810–2010. 6 Bände. Akademie-Verlag, Berlin 2010–2012.
- „... die praktische Seite der Philosophischen Fakultät“. Status und Funktion universitärer Pädagogik (= Humboldt-Universität zu Berlin. Öffentliche Vorlesungen. Band 169). Abschiedsvorlesung, 10. Februar 2011. Humboldt-Universität, Berlin 2011, ISBN 978-3-86004-272-4.
- Wilhelm von Humboldt. Bildungspolitik und Universitätsreform. Paderborn: Schöningh 2018, ISBN 978-3-506-78880-1.
- Die Rede von Bildung. Tradition, Praxis, Geltung – Beobachtungen aus der Distanz. Metzler, Stuttgart 2020, ISBN 978-3-476-05668-9.
- Pädagogische Wissenschaft in der DDR. Ideologieproduktion, Systemreflexion und Erziehungsforschung. Studien zu einem vernachlässigten Thema der Disziplingeschichte deutscher Pädagogik. Bad Heilbrunn: Klinkhardt 2022 (mit Ulrich Wiegmann) (auch: doi.org/10.35468/5872)

## Einzelbelege
1. ↑  Heinz-Elmar Tenorth: Ex-HHG-Schüler – Pädagogik-Prof. – zum „Mythos“ Wilhelm von Humboldt – Die Vergötterung. Heinrich-Heine-Gymnasium Bottrop, 17. Juni 2017, abgerufen am 18. August 2021 (deutsch).
2. ↑  H. Tenorth, Th. Kerstan, M. Spiewak: Lasst die Schulen in Ruhe! Die Zeit, 18. März 2021, abgerufen am 18. März 2021.

| Personendaten    | Personendaten                       |
| ---------------- | ----------------------------------- |
| NAME             | Tenorth, Heinz-Elmar                |
| KURZBESCHREIBUNG | deutscher Erziehungswissenschaftler |
| GEBURTSDATUM     | 13. Oktober 1944                    |
| GEBURTSORT       | Essen                               |